# 농심로
농심로(Nongshim-ro)는 경기도 군포시 당동에서 당정동까지 이어주는 군포시의 도로로, 총 연장은 929m이다. 도로의 명칭이 유래된 것은 인근에 위치한 기업명인 농심을 이용하여 명명되었다.

## 주요 경유지
- 군포시
  - 당동 - 당정동

## 접촉하는 도로
- 경수대로
- 엘에스로
- 공단로
- 군포로

## 주요 건물 및 시설
- LT삼보 스카이비즈 (농심로 2/당정동 1054)
- 당정7,8공영주차장 (농심로 7/당정동 266-3)
- 농심 (농심로 35/당정동 247, 농심로 36/당정동 203-1)
- 성엔지니어링 (농심로 50/당정동 222-2)
- 동양시멘트 (농심로 85/당정동 8-3)